# Rue de la Halle (Liège)
La rue de la Halle est une rue située Liège en Belgique.

## Odonymie
La rue fait référence à la halle aux viandes qu'elle longe.

## Description
La rue de la halle est un simple tracé dont le seul bâtiment mitoyen est la halle aux viandes. 

## Histoire
Son tracé originel est ancien : tandis qu'elle était connectée à l'actuelle rue de la Boucherie, elle contournait la halle pour rejoindre l'actuelle rue de la Goffe. Elle était bordée de maisons faisant face au côté nord-est de la halle, et qui seront démolies durant les années 1930 pour laisser place à des entrepôts annexés à la halle. 
Les années 50 verront la démolition de ces entrepôts, ainsi que toutes les maisons situées sur le quai de la Goffe serties entre la rue de la Goffe et la Potiérue, dans le cadre de la création de la cité administrative.

## Voies adjacentes
- Rue de la Boucherie (Liège)
- Quai de la Goffe